# Guerre civile sud-soudanaise
- Contrôlé par le gouvernement du Soudan du Sud
- Contrôlé par les rebelles
- Contrôlé par le Soudan

Batailles
- 1re Djouba
- Bor (en)
- Malakal
- Leer
- Bentiu
- Renk
- 2e Djouba

La guerre civile sud-soudanaise a été un conflit armé au Soudan du Sud opposant du 15 décembre 2013 au 22 février 2020 , les partisans du président Salva Kiir et ceux du vice-président Riek Machar. Cette rivalité fait resurgir d'anciennes dissensions entre les différents clans du Mouvement populaire de libération du Soudan, l'ancienne rébellion qui mena le pays à l'indépendance en 2011, sur fond de rivalité ethnique : d'un côté les Dinkas (ethnie majoritaire de Salva Kiir) et de l'autre les Nuers (ethnie de Riek Machar).
Le 22 février 2020, la guerre se termine avec un cessez-le-feu.

## Contexte et causes

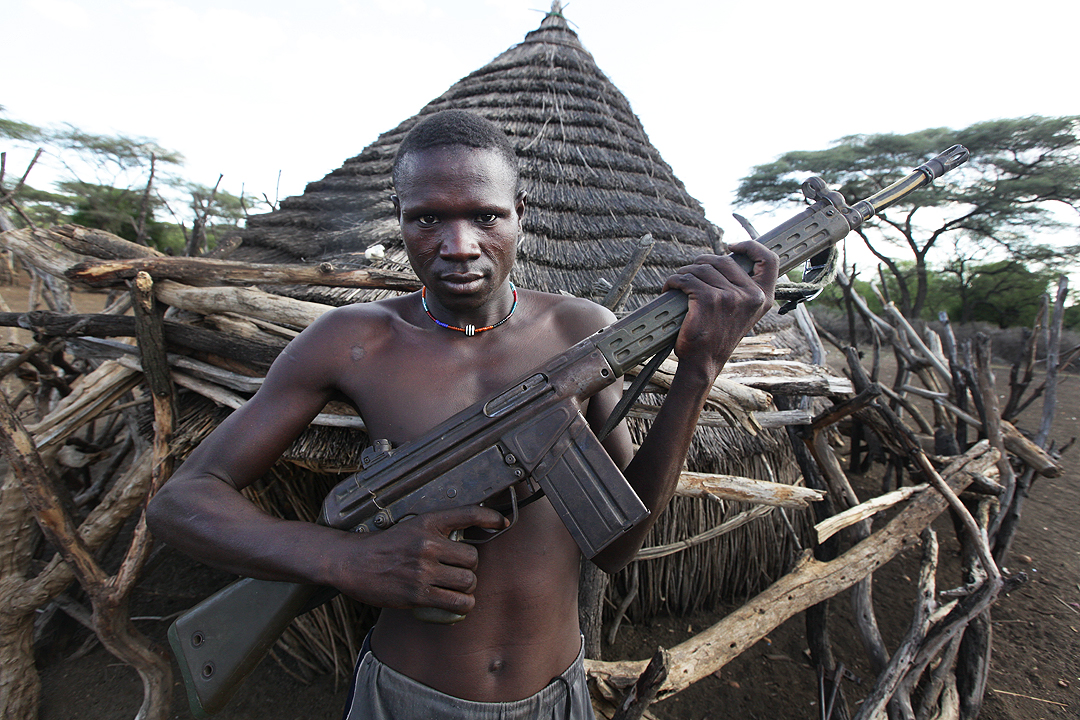
Combattant armé d'un fusil MIC Dinar (copie soudanaise du HK G3).

Le Soudan est victime de multiples guerres civiles durant pratiquement toute la deuxième moitié du XXe siècle. Ravagé par différents coup d'états, conflits religieux, famines et exodes de population, en 2011 le Soudan du Sud gagne son indépendance. Une nouvelle guerre civile éclate en 2013 dans un pays politiquement et ethniquement divisé en deux,.

## Déroulement

### 2013
Le 15 décembre 2013, des combats éclatent dans la capitale Djouba, entre les partisans de Salva Kiir et ceux de Riek Machar. Le 16 décembre, le président Kiir annonce qu'un coup d'État a été déjoué. Au soir du 17 décembre, les affrontements ont déjà fait 73 victimes. Dix personnes sont arrêtées, parmi lesquelles huit anciens ministres du gouvernement limogé en juillet. Cependant Riek Machar, « en fuite », est recherché, tout comme quatre autres importantes figures politiques sud-soudanaises,. Les Occidentaux décident d'évacuer leurs ressortissants. Plusieurs rotations d'avions américains puis britanniques, allemands et italiens sont mobilisées à partir du 20 décembre 2013. L'ONU déclare avoir découvert au moins un charnier et annonce que 200 000 Sud-Soudanais  ont déjà été déplacés par le conflit,. De leur côté, des groupes du MPLS ont appelé, dans une déclaration, les forces de sécurité à « agir avec retenue » afin que le conflit ne prenne pas une dimension ethnique. Le 19 décembre, les soldats de Riek Machar capturent la ville stratégique de Bor, contraignant les compagnies pétrolières China National Petroleum Corporation, Oil and natural gas corporation et Petronas à cesser leur activité au Soudan du Sud et leurs 200 employés à trouver refuge dans un complexe de l'ONU à Bentiu pour être évacués. Le 24 décembre, le gouvernement sud-soudanais affirme avoir repris Bor, mais le 2 janvier 2014 les rebelles reprennent à nouveau la ville, l'armée ayant effectué une « retraite tactique » selon les autorités du pays.

### 2014
Le 5 janvier, un général de l'armée sud-soudanaise est tué dans une embuscade. Le 7 janvier, le Soudan et le gouvernement sud-soudanais se sont mis d'accord sur la nécessité de sécuriser les champs de pétrole[réf. nécessaire].
Le 10 janvier, le gouvernement sud-soudanais annonce que l'armée régulière a repris la ville clé de Bentiu, dans la région pétrolifère du nord du pays, à la suite de combats acharnés qui ont forcé des dizaines de milliers de personnes à fuir la région. Un porte-parole du président Salva Kiir déclare que la ville est « désormais sous notre contrôle ». Le 18 janvier, l'armée gouvernementale affirme avoir repris le contrôle de Bor et deux jours plus tard, le 20 janvier, le village stratégique de Malakal après une semaine de combats urbains. Le 23 janvier, gouvernement et rebelles se mettent d'accord sur les termes d'un cessez-le-feu signé à Addis-Abeba, capitale de l'Éthiopie, effectif le 24 janvier et qui prévoit entre autres la libération de onze proches de Riek Machar,. Malgré sa signature, un porte-parole des rebelles affirme le 26 janvier que les forces gouvernementales ont attaqué des positions rebelles dans l'Unité et le Jonglei, de son côté le gouvernement accuse les rebelles d'avoir attaqué l'armée.
Le 2 février, un porte-parole des rebelles affirme que l'armée a repris le contrôle de Leer dans l'État de l'Unité, ville natale du dirigeant rebelle Riek Machar. En date du 10 février, les négociations pour un accord de paix en Éthiopie sont toujours infructueuses, alors que quelques jours plus tôt 700 soldats de l'armée gouvernementale ont déserté et rejoint les rangs rebelles avec leur équipement et véhicules. Le 18 février, un porte-parole de l'armée sud-soudanaise, le colonel Philip Aguer, déclare que les combats ont repris après que les forces rebelles ont attaqué la ville de Malakal (ville pétrolière et capitale de l'État du Nil Supérieur).
Le 15 avril, les rebelles s'emparent de Bentiu et massacrent plusieurs centaines de civils. Dans un rapport publié début mai 2014, la Mission de l'ONU dans le pays (Minuss) affirme que des crimes contre l'humanité ont vraisemblablement été commis au Soudan du Sud. Le 9 mai a lieu en Éthiopie une rencontre entre Salva Kiir et Riek Machar pour y signer la fin des combats dans les 24 heures ; ce cessez-le-feu se conclut après des pressions américaines et des menaces de sanctions de l'ONU. Il est pourtant violé dès le début de la semaine suivante. La guerre a à ce moment fait plusieurs dizaines de milliers de morts et déplacé 1,2 million de Sud-Soudanais, lesquels sont par ailleurs menacés de famine.
Le 11 juin, Kiir et Machar se mettent d'accord sur le fait d'entamer des discussions sur la formation d'un gouvernement de transition. Les pourparlers doivent durer 60 jours et les parties sont tenues de s'abstenir de combat au cours de cette période. Cependant, les deux parties ont boycotté les pourparlers, et le 16 juin, des violations du cessez-le-feu sont signalées.
En août 2014, une délégation du Conseil de sécurité de l'ONU rencontre Salva Kiir à Djouba, puis s'entretient avec Riek Machar en visio-conférence. Mais la délégation se montre pessimiste quant à un accord de paix rapide.
Le 26 août 2014, un hélicoptère MI-8AMT de la MINUSS a été abattu près de Bentiu dans l’État de l'Unité. L'incident a fait trois morts et un blessé grave au sein des membres de l'équipage, composé de Russes.

### 2015
En juin 2015, la ville de Malakal est prise par les rebelles commandés par le général Johnson Olony puis reprise en juillet par les forces gouvernementales.
Le 26 août 2015, un accord de cessez-le-feu est signé par le président Salva Kiir à Djouba,. Cependant le 28 août, des combats éclatent à Malakal et les deux camps s'accusent mutuellement de violer la trêve, Riek Machar s'engage à faire cesser les hostilités le 29 août à minuit, mais les combats se poursuivent,,. L'ONU menace alors le gouvernement du Soudan du Sud de sanctions si l'accord n'est pas respecté,. En octobre et novembre, gouvernementaux et rebelles continuent de s'affronter autour de Malakal et à Leer.

### 2016
Le 7 janvier 2016, Salva Kiir annonce la nomination de 50 députés rebelles et la formation d'un nouveau gouvernement de transition comprenant 16 ministres du camp gouvernemental et 10 de la rébellion. Le 11 février, le président sud-soudanais réinstalle Riek Machar comme vice-président,. Le 28 mars, les premiers soldats rebelles se déploient à Djouba conformément à l'accord de paix. Le 28 avril, alors que 3 000 soldats gouvernementaux et 1 300 rebelles sont présents dans la capitale sud-soudanaise, Riek Machar arrive à Juba, où il prête serment en tant que vice-président du Soudan du Sud,,,.
Du 8 au 11 juillet, de violents combats éclatent de nouveau à Djouba, faisant au moins 300 morts selon l'Organisation mondiale de la santé,. Riek Machar et les forces du SPLA-IO se retirent de Djouba qui passe entièrement sous le contrôle des forces gouvernementales. Le 21 juillet, le président Salva Kiir donne un ultimatum de 48 heures à Riek Machar pour regagner la capitale sud-soudanaise, faute de quoi il perdra son poste de vice-président. Mais ce dernier juge que sa sécurité ne peut plus être assurée à Djouba et refuse. Le 25 juillet, Salva Kiir annonce alors la nomination du général Taban Deng Gai comme vice-président. Taban Deng Gai, Nuer, ancien membre de la rébellion mais qui est resté dans la capitale après les combats, est un rival de Riek Machar. Ce choix est condamné par le Mouvement populaire de libération du Soudan en opposition (SPLM-IO) qui rompt avec le nouveau vice-président. Le 24 juillet, Riek Machar accusait le général de « se lancer dans une aventure personnelle et illégitime »,.
Resté caché pendant plus d'un mois dans les environs de la capitale, Riek Machar quitte le Soudan du Sud à la mi-août. Il gagne la République démocratique du Congo, puis l'Éthiopie.
En août 2016, un vote du conseil de sécurité de l'ONU permet l'envoi de 4 000 casques bleus supplémentaires, principalement constitués de soldats éthiopiens, kényans et rwandais, et cela malgré le désaccord du gouvernement du Soudan du Sud. Cette force supplémentaire aux 13 500 casques bleus déjà présents, a vocation à se déployer à Djouba notamment autour de l'aéroport et des bases de l'ONU.

### 2017
Le 20 février 2017, le gouvernement du Soudan du Sud déclare l'état de famine dans plusieurs zones du pays.
Le 2 mai, un cessez-le-feu est conclu dans la région de Yei après une médiation de l'Église presbytérienne évangélique du Soudan du Sud.

### Accords de cessez-le-feu
Le 7 juillet 2018, quelques jours après la signature à Khartoum d'un accord de cessez-le-feu permanent avec Salva Kiir, il est annoncé que Riek Machar retrouverait son poste de premier vice-président, que les titulaires sortants seraient maintenus à leurs fonctions et qu'une femme membre de l'opposition serait également nommée.
Le 5 août 2018, un nouvel accord signé à Khartoum prévoit la nomination pour trois ans de Machar comme vice-président, et de quatre autres vice-présidents, la formation d'un gouvernement de transition de 35 membres, dont 20 de Kiir, 9 de Machar, ainsi que l'élargissement du parlement à 550 membres, dont 332 loyaux à Kiir et 128 à Machar.
Le 12 septembre 2018, l'accord de paix est signé à Addis-Abeba. Cependant, des combats éclatent le 14 septembre.
En septembre 2019, Salva Kiir et Riek Machar se rencontrent pour mettre en application l'accord de septembre 2018, dans le but de former un gouvernement pour novembre 2019
En décembre 2019, après plusieurs mois de tension entre le gouvernement et le SPLM/A IO, les chefs des deux entités s'engagent à former le gouvernement d'union nationale à la fin du mois de février 2020.
À la suite de cet accord, Riek Machar est nommé vice-président le 22 février 2020.
En juin 2020, un homme d'affaires sud-soudanais et ancien officier de renseignement, Kerbino Wol, annonce le lancement d'un nouveau groupe rebelle, appelé « Mouvement du 7 octobre » en référence à la date d'une émeute dans la prison où Wol a été détenu sans procès pendant deux ans. Il dit avoir l'intention de renverser ce qu'il appelle « la direction corrompue du pays ». Wol avait été gracié par le président Salva Kiir en janvier 2020.
En avril 2022, un nouvel accord est conclu pour mettre en place une commandement militaire unique entre les deux parties.

### 2025
De « nombreuses » modalités de l'accord de paix de 2018 ne sont pas mises en application.
Des combats se déroulent début 2025 dans plusieurs États du pays. Ceux-ci opposent l'armée, soutenant le président Salva Kiir, et des forces décrites comme proches de Riek Machar. En février, le SPLM/A IO dénonce le bombardement d'un « point de rassemblement » de forces de l'opposition dans l'État du Nil Supérieur (comté d'Ulang (en)) par l'armée régulière. Cette attaque n'est pas confirmée par l'armée. Le président Kiir remplace deux de ses cinq vice-présidents (Hussein Abdelbagi (en) de l'Alliance de l'opposition du Soudan du Sud (SSOA), remplacé par Josephine Joseph Lagu (en), aussi du SSOA, et James Wani Igga du SPLM, remplacé par Benjamin Bol Mel (en)).
Début mars, Puot Kang Chol, le ministre du Pétrole, et le général Gabriel Duop Lam (en), chef adjoint des Forces de défense du peuple sud-soudanais, tous deux proches de Riek Machar, sont arrêtés par les forces armées. Les ambassades de l'Union européenne, des États-Unis et du Royaume-Uni appellent à la « la cessation immédiate des hostilités ». Riek Machar annonce la formation d'un comité comprenant des chefs traditionnels des comtés d'Ulang et Nasir pour protéger les troupes de l'armée qui se rendent à Nasir des attaques de la White Army. Le président Kiir et ses vice-présidents affirment que le rôle de l'armée n'est pas de désarmer la White Army. Cela n'empêche pas une reprise des combats à Nasir entre l'armée et la White Army.

## Crimes de guerre et crimes contre l'humanité
Pendant le conflit, des massacres ethniques sont commis par les deux camps. Le 23 juin 2015, l'Unicef déclare que des enfants ont été victimes d'émasculations, viols et d'égorgements, d'autres ont été brûlés vifs : « Des survivants ont raconté qu’on a laissé saigner à mort des garçons émasculés... que des filles d’à peine huit ans ont été violées collectivement puis assassinées... Des enfants ont été attachés ensemble avant que leurs agresseurs ne leur tranchent la gorge... d’autres ont été jetés dans des bâtiments en feu. ». Au moins 13 000 enfants-soldats ont également été enrôlés de force par les belligérants.
Un rapport de l'Union africaine rédigé en octobre 2014 et publié un an plus tard décrit également des combattants « ponctionnant le sang de personnes qui ont tout juste été tuées et forçant ceux d’une autre communauté ethnique à boire le sang et à manger de la chair humaine brûlée ».
En octobre 2015, 60 hommes et enfants sont enfermés par les soldats pro-gouvernementaux dans un conteneur de marchandises placé en plein soleil et laissés à l'intérieur jusqu'à leur mort.
Des milliers de femmes sont enlevées, violées et réduites à l'esclavage sexuel. Selon un rapport de l'ONU publié le 11 mars 2016, plus de 1 300 viols ont été enregistrés en 2015 dans un seul État du pays, des soldats gouvernementaux ont été autorisés à « violer les femmes en guise de salaire »,.

## Réfugiés et déplacés
Au chiffre des victimes, la guerre a également déplacé 2,3 millions de personnes, dont 200 000 sont réfugiées dans un camp de l'ONU. 6,1 millions de personnes ont recours à l'aide alimentaire et 15 000 enfants soldats auraient été utilisés.
On estime à l'été 2015 que plus de 500 000 Sud-Soudanais ont fui le pays dans des régions limitrophes et que près de deux millions de personnes errent d'un point à un autre dans le pays. « La violence contre les civils est inhabituelle, extrême, même pour le Soudan » estime Marc Van der Mullen, responsable de Médecins sans frontières pour le Soudan du Sud.
En septembre 2016, selon le Haut Commissariat des Nations unies pour les réfugiés, le conflit a provoqué depuis son commencement environ 1 million de réfugiés à l'étranger, dont près de 185 000 depuis juillet 2016. À cela s'ajoute près de 1,61 million de déplacés à l'intérieur du Soudan du Sud.

## Bilan humain
En mars 2016, le bilan humain du conflit est estimé entre 50 000 et 300 000 morts.
Le 25 septembre 2018, le London School of Hygiene and Tropical Medicine (LSHTM) publie une étude dans laquelle elle estime que le conflit au Soudan du Sud a fait 383 000 morts entre décembre 2013 et avril 2018. La moitié des victimes étant dues aux violences et l'autre moitié étant causée par la famine ou les maladies.